# Yichang
Yichang (chinois : 宜昌市 ; pinyin : Yíchāng shì, autrefois en français : Itchang) est une ville-préfecture situé dans l'ouest de la province du Hubei, en Chine. La ville proprement dite compte environ 1,4 million d'habitants. La ville-préfecture dans son ensemble regroupe environ 4 millions d'habitants et occupe 21 084 km2.
Sur la rive gauche du Yangzi Jiang (Yang-Tsé), Yichang est un important port fluvial. C'est le site du barrage de Gezhouba. C'est également sur le territoire de la ville que se trouve la « grotte des Trois-Visiteurs » (三游洞, sānyóu dòng), dans laquelle sont inscrits des poèmes de trois poètes célèbres ayant visité les lieux Bai Juyi (白居易)、Bai Xingjian (白行简) et Yuan Zhen (元稹).
Le barrage des Trois Gorges est lui aussi situé sur le territoire de la ville-préfecture, à 38 km au nord-ouest.

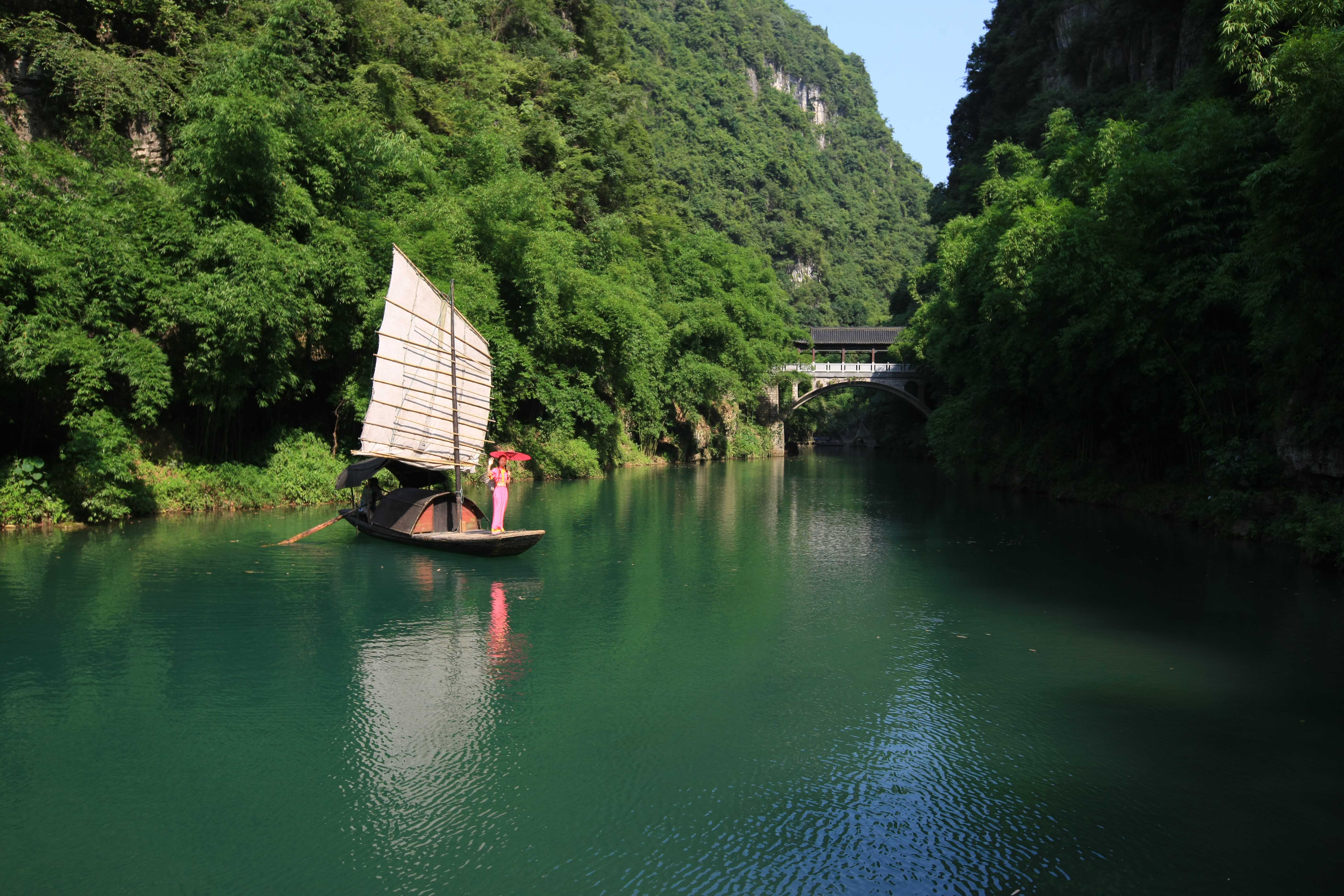
Tribu des Trois Gorges

## Économie
En 2006, le PIB total a été de 69,5 milliards de yuans, et le PIB par habitant de 28 089 yuans.

## Transport
le Métro de Yichang est en phase de planification.

## Jumelages
- Valenciennes (France)
- Metz (France) depuis 1991

## Subdivisions administratives
La ville-préfecture de Yichang exerce sa juridiction sur treize subdivisions - cinq districts, trois villes-districts, trois xian et deux xian autonomes :
- Le district de Xiling - 西陵区 Xīlíng Qū ;
- Le district de Wujiagang - 伍家岗区 Wǔjiāgǎng Qū ;
- Le district de Dianjun - 点军区 Diǎnjūn Qū ;
- Le district de Xiaoting - 猇亭区 Xiāotíng Qū ;
- Le district de Yiling - 夷陵区 Yílíng Qū ;
- La ville de Zhijiang - 枝江市 Zhījiāng Shì ;
- La ville de Yidu - 宜都市 Yídū Shì ;
- La ville de Dangyang - 当阳市 Dāngyáng Shì ;
- Le xian de Yuan'an - 远安县 Yuǎn'ān Xiàn ;
- Le xian de Xingshan - 兴山县 Xīngshān Xiàn ;
- Le xian de Zigui - 秭归县 Zǐguī Xiàn ;
- Le xian autonome tujia de Changyang - 长阳土家族自治县 Chángyáng tǔjiāzú Zìzhìxiàn ;
- Le xian autonome tujia de Wufeng - 五峰土家族自治县 Wǔfēng tǔjiāzú Zìzhìxiàn.